# Heinrich Olligs
Heinrich Olligs (* 25. Oktober 1900 in Bonn; † 1. Mai 1982)  war ein deutscher Industrieller.

## Leben
Olligs, promovierter Jurist, war Inhaber und Geschäftsführer der Tapetenfabrik Flammersheim & Steinmann in Köln-Zollstock. Des Weiteren war er Vorstandsmitglied des Verbandes Deutscher Tapetenfabrikanten und des Tapetenmuseums. Er war seit 1949 Besitzer der Burg Lülsdorf in Niederkassel.

## Werke
- Tapeten. Ihre Geschichte bis zur Gegenwart (Bd. 1–4), Klinkhardt u. Biermann, Braunschweig 1969 usw.
- Lülsdorf am Rhein. Burg, Dorf und Landschaft, Köln 1952.